# Specie literară
În literatură, specia literară desemnează o categorie de opere literare în cadrul fiecărui gen (epic, liric și dramatic). Criteriile care determină clasificarea în specii literare sunt dimensiunile operei, forma, sentimentul dominant și altele. În cadrul fiecărei specii literare pot exista subdiviziuni. Ca și genurile, speciile literare se pot adesea întrepătrunde sau suprapune, fiecare specie putând înregistra, la rândul său, diferite subdiviziuni.

## Genul epic
Speciile literare ale genului epic cuprind:
- în creația populară: legenda, balada, cântec ritual, basmul
- în creația cultă: fabula, poemul, epopeea, schița, nuvela, romanul

## Genul liric
Speciile literare ale genului liric utilizează prin excelență versul și cuprind:
- în folclor: doina, cântecul, bocetul și strigăturile
- în poezia cultă: oda, imnul, satira, epigrama, elegia, romanța, meditația, pastelul, gazelul, sonetul, haiku, tanka, idila.

## Genul dramatic
Speciile literare ale genului dramatic cuprind tragedia, comedia, drama, tragicomedia, feeria, vodevilul, farsa, sceneta \ scheciul, cantecul comic, melodrama.